# La Presseuse
La Presseuse (titre original : The Mangler) est une nouvelle de Stephen King qui fait partie du recueil Danse macabre publié en 1978. Elle a été publiée pour la première fois en 1972 dans le magazine Cavalier.

## Résumé
L'inspecteur John Hunton enquête sur un accident mortel survenu dans une blanchisserie industrielle, une employée ayant été happée par une repasseuse-plieuse. L'affaire est classée mais, une semaine plus tard, une autre employée est gravement brûlée par un jet de vapeur de la machine. En interrogeant la victime, Hunton apprend que les problèmes avec cette machine ont commencé après qu'une autre employée, Sherry Ouelette, s'y soit coupée à la main. Mark Jackson, un professeur d'anglais qui est le meilleur ami de Hunton, avance l'hypothèse que la machine est possédée mais Hunton la rejette. Néanmoins, lorsque le contremaître de la blanchisserie perd son bras dans la repasseuse-plieuse, Hunton et Jackson rendent visite à Sherry Ouelette et apprennent qu'elle est encore vierge, le sang d'une vierge étant un ingrédient nécessaire à une possession démoniaque.
Jackson fait alors des recherches pour procéder à un exorcisme de la machine. Excluant l'idée qu'un autre ingrédient nécessaire à l'invocation d'un démon majeur, la belladone, ait pu être introduit dans la machine, Jackson se prépare pour un exorcisme mineur. Il ignore cependant que des médicaments dont l'un des constituants est un dérivé de la belladone sont tombés dans la repasseuse-plieuse. Une nuit, Hunton et Jackson s'introduisent dans la blanchisserie et procèdent à l'exorcisme. Lors du rituel, la machine se met en mouvement et tue Jackson. Hunton se réfugie chez Roger Martin, un inspecteur du travail qui se pose lui aussi des questions sur la machine, avant de s'évanouir. Martin entend alors à l'extérieur les bruits accompagnant l'approche de la repasseuse-plieuse.

## Genèse
La nouvelle est parue initialement dans le magazine masculin Cavalier en décembre 1972. Elle s'inspire de l'expérience professionnelle de Stephen King, celui-ci ayant travaillé dans une blanchisserie industrielle au début des années 1970. Elle a ensuite été intégrée dans Danse macabre, le premier recueil de nouvelles de l'écrivain.

## Intertextualité
La blanchisserie industrielle Blue Ribbon apparaît également dans les romans Carrie (1974), la mère de Carrie y travaillant, et Chantier (1981), le personnage principal y travaillant aussi.

## Adaptations
La Presseuse a été adaptée au cinéma par Tobe Hooper en 1995 sous le titre The Mangler, avec Ted Levine et Robert Englund dans les rôles principaux. Le film présente plusieurs développements qui ne figurent pas dans la nouvelle en raison de la brièveté de celle-ci.